# Gouvernement Klima
 (août 2023).
Si vous disposez d'ouvrages ou d'articles de référence ou si vous connaissez des sites web de qualité traitant du thème abordé ici, merci de compléter l'article en donnant les références utiles à sa vérifiabilité et en les liant à la section « Notes et références ».
IIe République d'Autriche
Vranitzky V Schüssel I
Le gouvernement Klima (en allemand : Bundesregierung Klima) est le gouvernement fédéral autrichien entre le 28 janvier 1997 et le 5 octobre 1999, durant la vingtième législature du Conseil national.

## Coalition et historique
Dirigé par le nouveau chancelier fédéral social-démocrate Viktor Klima, précédemment ministre fédéral des Finances, ce gouvernement est formé et soutenu par une « grande coalition » entre le Parti social-démocrate d'Autriche (SPÖ) et le Parti populaire autrichien (ÖVP), qui disposent ensemble de 123 députés sur 183, soit 67,2 % des sièges au Conseil national.
Il est formé à la suite de la démission du chancelier Franz Vranitzky et succède à son cinquième gouvernement, formé d'une coalition identique. Au pouvoir depuis juin 1986, le chef du gouvernement fédéral a en effet décidé de se retirer de la vie politique et le SPÖ choisit pour le remplacer le ministre fédéral des Finances, tenant d'une « troisième voie » alors en vogue dans la plupart des partis socialistes et sociaux-démocrates européens.
Lors des élections législatives du 3 octobre 1999, le Parti social-démocrate recule de 4,9 points, tandis que le Parti populaire est devancé de 415 voix par le Parti libéral d'Autriche (FPÖ), formation populiste et ultra-nationaliste qui profite à fond du recentrage du SPÖ. Bien que la coalition au pouvoir soit majoritaire et que le président fédéral Thomas Klestil n'ait pas désigné de formateur, le vice-chancelier Wolfgang Schüssel négocie avec le FPÖ et passe un accord de coalition, ce qui lui permet de devenir chancelier fédéral et de former son premier gouvernement.

## Composition
- Par rapport au gouvernement Vranitzky V, les nouveaux ministres sont indiqués en gras, ceux ayant changé d'attributions en italique.

| Fonction                                                                       | Nom | Nom                | Parti |
| ------------------------------------------------------------------------------ | --- | ------------------ | ----- |
| Chancelier fédéral                                                             |     | Viktor Klima       | SPÖ   |
| Vice-chancelier Ministre fédéral des Affaires étrangères                       |     | Wolfgang Schüssel  | ÖVP   |
| Ministre fédéral des Affaires économiques                                      |     | Johann Farnleitner | ÖVP   |
| Ministre fédéral du Travail, de la Santé et des Affaires sociales              |     | Eleonora Hostasch  | SPÖ   |
| Ministre fédéral des Finances                                                  |     | Rudolf Edlinger    | SPÖ   |
| Ministre fédéral de l'Intérieur                                                |     | Karl Schlögl       | SPÖ   |
| Ministre fédéral de la Justice                                                 |     | Nikolaus Michalek  | Sans  |
| Ministre fédéral de la Défense nationale                                       |     | Werner Fasslabend  | ÖVP   |
| Ministre fédéral de l'Agriculture et des Forêts                                |     | Wilhelm Molterer   | ÖVP   |
| Ministre fédéral de l'Environnement, de la Jeunesse et de la Famille           |     | Martin Bartenstein | ÖVP   |
| Ministre fédérale de l'Enseignement et des Affaires culturelles                |     | Elisabeth Gehrer   | ÖVP   |
| Ministre fédéral de la Science et des Transports                               |     | Caspar Einem       | SPÖ   |
| Ministre fédérale des Affaires féminines et de la Protection des consommateurs |     | Barbara Prammer    | SPÖ   |